# Bogowanti
Bogowanti is een bestuurslaag in het regentschap Blora van de provincie Midden-Java, Indonesië. Bogowanti telt 920 inwoners (volkstelling 2010).